# Nautla
Nautla är en ort i Mexiko.   Den ligger i kommunen Nautla och delstaten Veracruz, i den sydöstra delen av landet, 260 km öster om huvudstaden Mexico City. Nautla ligger 9 meter över havet och antalet invånare är 2 890.
Terrängen runt Nautla är platt. Havet är nära Nautla åt nordost. Runt Nautla är det ganska glesbefolkat, med 30 invånare per kvadratkilometer. Närmaste större samhälle är San Rafael, 10,1 km väster om Nautla. Omgivningarna runt Nautla är en mosaik av jordbruksmark och naturlig växtlighet.